# Xangô de Pernambuco
O Xangô de Pernambuco (também conhecido como Xangô do Recife, Xangô do Nordeste e Nagô Ebá) é uma religião afro-brasileira.
Em todo o Nordeste da Paraíba à Bahia, a influência dos iorubás prevalece a do Daomé. Esta é a zona mais conhecida quanto às religiões tradicionais africanas, a que deu lugar a maior número de pesquisas e de trabalhos sobre os nagôs. As duas palavras para designá-las são, a de Xangô na Paraíba, Pernambuco, Alagoas, Sergipe, e de Candomblé da Bahia para o sul, esta dualidade de nomes, que não são nomes dados pelos negros, mas sim pelos brancos em virtude da popularidade e importância de Xangô nessa região, e Candomblé por designar toda dança dos negros, tanto profanas como religiosas.

## Pureza Nagô
Mundicarmo Ferretti, em "Pureza nagô e nações africanas no Tambor de Mina do Maranhão", escreve: "Os terreiros de religião de origem africana mais identificados com a África geralmente constroem sua identidade tomando como referência o conceito de “nação”, que os vincula ao continente africano, à África negra, através de uma casa de culto aberta no Brasil por africanos antes da abolição da escravidão (“de raiz africana”). No campo religioso afro-brasileiro, os terreiros Nagô () mais antigos e tradicionais da Bahia foram considerados, tanto por pais de santo como por pesquisadores da área acadêmica, como mais puros ou autênticos e sua “nação” como mais preservada e/ou organizada. A partir do que foi convencionado na Bahia como “nagô puro”, têm sido avaliados terreiros nagô de outros estados das mais diversas denominações: Candomblé, Xangô, Mina, Batuque e outras. Analisando a questão da “pureza nagô”, Beatriz Góis Dantas (Dantas, 1988), apoiada em pesquisa realizada em Sergipe, mostra que, apesar da hegemonia do Candomblé nagô da Bahia na religião afro-brasileira, os indicadores de autenticidade africana ou “pureza nagô” adotados na Bahia nem sempre são os mesmos de outros estados e que traços muito valorizados no Candomblé da Bahia podem ser desvalorizados ou até rejeitados em terreiros de outras localidades."

## A quase extinção
Fernandes, Gonçalves - autor do livro Xangôs no Nordeste, Rio de Janeiro, Civilização Brasileira, 1937, também é autor do livro O Sincretismo Religioso no Brasil, São Paulo, Guairá, 1941, que fala sobre a noite de 1 de fevereiro de 1912 nas ruas da cidade de Maceió onde houve cenas de muita violência, com a invasão e destruição dos mais importantes terreiros de Xangô de Alagoas.
O Sítio de Pai Adão foi tombado pela Fundação do Patrimônio Histórico e Artístico de Pernambuco – FUNDARPE, e todo o conhecimento foi transmitido sucessivamente a Obaloneim, Fatemi e Oluandê, para que finalmente fossem passados em Belford Roxo a Oxunaloji (Pai Milton), que zela pela conservação e manutenção dessa tradição recebida, no Ilê Axé Agauerê Xapanã. Em seu ilê (casa), cujo orixá patrono é Iemanjá, as novas gerações de filhos de santo recebem dele todo esse rico arsenal de cultura afro-brasileira, com fundamento na nação Nagô-Ebá. Liderado hoje por Manuel Papai e Maria das Dores (já falecida), juntamente pai Raminho de Oxóssi que incentiva os desfiles de Maracatu no Carnaval do Recife.
Fatemi,antes do seu falecimento, procurou de todas as formas um sucessor(a), logrando êxito apenas em uma de suas Omorixás de nome Oluandê. Sem esquecer de Yá Ciça de Iemanjá, já falecida, de Yá Talamuzango, também falecida. Essas pessoas foram as responsáveis diretas pela manutenção dos ritos Nagô-Ebá no Rio de Janeiro.
No Maranhão, a Casa Fânti-Axânti, em São Luís, nação Jeje-Nagô, babalorixá Euclides Menezes Ferreira (Talabiã), (de Oxaguiã com Oxum) e Mãe Isabel de Xangô com Oxum. A raiz é do Sitio de Pai Adão, Nagô do Recife.
Em São Paulo, a ialorixá Maria das Dores (Talabideim) deixou a tradição Ebá a seu filho Baba Alabi Ifacoiá (José Gomes Barbosa), babalorixá do Ilê Axé Ajagunã, que a transmitiu à sua filha Dona Lorena de Santiago (Yá Dolu), ialorixá do Ilê Axé Oiá Tundê, juntamente com Baba Alajemi (Nilso Jorge Júnior) de Oxalufom, o obalaxé Pai Paulo de Odé (Obaloxum) e o carijebó Onissangi, onde também se preservam os mais antigos fundamentos do Nagô-Ebá. Entre outros, também destaca-se a ialorixá Valdecir de Obaluaiê que, sendo filha de santo de Osunalogi, que traz consigo a tradição e cultura dessa grande raiz.
No município de Guarulhos-SP existe o Abaçá de Xangô Agodô e Obafunlé, dirigido pelo babalorixá Alexandre de Odé e a ialorixá Dida de Xangô (Mãe carnal de Pai Alexandre), que receberam o Axé e os ensinamentos de Manuel Papai, Tia Mãezinha (já falecida) e Mãe Janda (já falecida), dos quais preservam e cultuam os fundamentos Nagô-Ebá. Além de divulgarem a raiz, eles também participam de atos e ações sociais, religiosos, políticos e são os responsáveis espirituais pelo bloco Afro Ilu Oba De Mim, formado por mulheres percussionistas que fazem um trabalho de educação, cultura e arte negra.